# Hatheburga di Merseburgo
Hatheburga di Merseburgo, chiamata anche Eteburca, (Merseburg, 876 – 21 giugno 909) fu la prima moglie di Enrico l'Uccellatore, in seguito re del regno dei Franchi Orientali. Dopo che il loro matrimonio fu sciolto, Hatheburga divenne badessa di un convento.

## Biografia

### Origini
Hatheburga era la figlia di Ervino il Vecchio di Merseburgo († 906), conte dell'Hassegau, in cui possedeva diverse proprietà, oltre che nel Friesenfeld. Il nome della madre di Hatheburga era quello di Wendilgarde e la sorella di sua madre, Ildegarda, era sposata con Tietmaro di Merseburgo, che era il tutore militare di Enrico l'Uccellatore (vir disciplinae militaris peritissmus). Ella era quindi cugina di Hidda, sposa del conte sassone e margravio Cristiano di Turingia (ed essi ebbero come figli il margravio Tietmaro e l'arcivescovo di Colonia Gerone), Sigfrido, conte di Merseburgo e di Gero I il Grande, margravio della marca Geronis. 
Ervino non ebbe figli e Hatheburga e sua sorella gemella divennero le eredi delle sue proprietà. 

### I matrimoni
Hatheburga si sposò per la prima volta intorno all'890 con un uomo di cui non si conosce il nome. Poco dopo rimase vedova ed entrò in un monastero dove prese i voti. 
Secondo il cronista Tietmaro di Merseburgo, «arso di amore giovanile», Enrico voleva sposare Hatheburga per «la sua bellezza e l'utilità della sua ricchezza ereditata». Hatheburga ed Enrico si sposarono a Merseburgo nel 906 e lo sposo ottenne il controllo dell'eredità di Hathburga. Poiché Hatheburga aveva preso il velo e la coppia si era sposata senza dispensa ecclesiastica, il loro matrimonio venne condannato dal vescovo Sigismondo di Halberstadt. La coppia fu minacciata di scomunica in un sinodo della chiesa, a cui i due neo sposi furono convocati. Secondo Tietmaro, Enrico fu «preoccupato da tale minaccia» e decise di rivolgersi al re, Corrado I di Germania per chiedere aiuto. Corrado chiese che gli ostaggi fossero liberati e mandati da lui, e la coppia rimase sposata. Tuttavia nel 909 Enrico iniziò ad ardere «per la bellezza e la ricchezza» di un'altra donna: Matilde di Ringelheim. Enrico dichiarò illegittimo il suo matrimonio con Hatheburga e la coppia si separò; Hatheburga quindi tornò al convento, dove divenne badessa, ed Enrico sposò Matilda. 

### Bambini
Probabilmente nel 906 Hatheburga diede alla luce il figlio di Enrico, Tankmaro. Poiché la validità del matrimonio tra Hatheburga e Enrico fu messa in discussione, così lo fu anche la legittimità di Tankmaro.